# Патрокл
Патро́кл Менети́д (др.-греч. Πατροκλῆς или Πάτροκλος, лат. Patroclus, букв. «слава отца») — в древнегреческой мифологии сын Менетия и Сфенелы (либо Периопиды; либо, по Филократу, Полимеды; либо Филомелы), верный друг Ахилла.

## Жизнь Патрокла
В детстве, играя в кости, Патрокл случайно убил приятеля. Это происшествие вынудило мальчика вместе с отцом бежать из родного города во Фтию. Там у Менетия был друг Пелей, с которым отец Патрокла участвовал в походе аргонавтов. Именно Пелей очистил юного Патрокла от убийства.
Патрокл рос и воспитывался в Фтие, вместе с Ахиллом, сыном Пелея. Юноши были неразлучны и привязаны друг к другу всю жизнь, вплоть до смерти Патрокла. Тот сопровождал Ахилла на охоте и на войне, оба воспитывались мудрым кентавром Хироном.
Патрокл сопровождал Ахилла во время похода на Трою и привел под стены города пятьдесят кораблей. Вместе с ним Патрокл участвовал в сражении на Тевфрантских полях против бога Аида и был ранен. Иллюстрацией к этой войне можно считать характерные изображения на посуде, где Ахилл перевязывает или лечит рану Патрокла.
В ходе Троянской войны Патрокл сопровождал Ахилла и сражался бок о бок с ним. Когда микенский царь Агамемнон нанес Ахиллу оскорбление и тот перестал принимать участие в сражениях на стороне греков, Патрокл вышел из войны вместе с ним. Через некоторое время положение греков стало скверным, однако оскорбленный Ахилл не вступил в бой сам.
Вместо него на помощь грекам пришёл Патрокл, который надел доспехи Ахилла. Ахилл отправил воинов в бой во главе с Патроклом, когда увидел, что троянцы подожгли ахейские корабли. Однако это по-прежнему была недостаточно веская причина, чтобы Ахилл забыл гнев на Агамемнона и сам вступил в сражение. Патрокл оттеснил троянцев от лагеря греков и потушил горящие корабли. Гомер в «Илиаде» утверждает, что Патрокл убил 26 троянцев, но некоторые авторы «засчитывают» ему в два раза большее количество трупов. Патрокл сразился один на один с Сарпедоном, убив его ударом копья в грудь, убил Кебриона — возницу Гектора и бился с Гектором за тело Сарпедона.
Патрокл трижды успешно атаковал войско противника под стенами Трои, но во время четвёртого сражения был убит. Первый удар ему нанес бог света Аполлон, выступавший на стороне троянцев. Затем троянец Евфорб ударил Патрокла в спину копьём, а Гектор добил его смертельным ударом копьём в пах и затем снял с героя доспехи и оружие Ахиллеса.

Среди греков, защищавших тело павшего Патрокла, был царь Спарты Менелай, младший брат Агамемнона. Он убил Евфорба и забрал у него щит, который позже посвятил в храм Аполлона.
Согласно завещанию Ахилла, его прах был похоронен в одной золотой урне с прахом Патрокла. В Аиде его тень неразлучна с Ахиллом.

## Объекты, названные в честь Патрокла
В честь Патрокла назван астероид (617) Патрокл, открытый в 1906 году.
Название «Патрокл» носил бриг флота Российской империи, спущенный на воду в 1831 году, исключён из списков флота в 1845 году. В свою очередь, в честь брига названа бухта Патрокл во Владивостоке, в заливе Петра Великого.

## Киновоплощения
В фильме 2004 года «Троя» роль Патрокла исполнил молодой актёр Гаррет Хедлунд. В фильме Патрокл показан моложе Ахиллеса, хотя согласно мифологии был старше его. Также в фильме он повёл мирмидонян в бой без ведома Ахиллеса.
В сериале 2018 года «Падение Трои» роль Патрокла исполнил Лемоганг Тсипа. В фильме Патрокл и Ахилл темнокожие.